# Afrectopius rungweensis
Afrectopius rungweensis là một loài tò vò trong họ Ichneumonidae.